# Шарапов Сергій Геннадійович
Сергій Геннадійович Шарапов (нар. 1970, Київ) — український фізик, завідувач лабораторії Інституту теоретичної фізики імені М. М. Боголюбова НАН України.

## Біографія
У 1987 році закінчив київську фізико-математичну школу № 145. Того ж року поступив на фізичний факультет Київського державного університету, який закінчив з дипломом з відзнакою у 1992 році. Далі навчався в аспірантурі Інституту теоретичної фізики ім. М. М. Боголюбова НАН України. У 1996 році захистив кандидатську дисертацію на тему «Двовимірні та квазі-двовимірні моделі надпровідності з випадковою щільністю носія». У період 1997-2008 років працював у Південній Африці, Швейцарії, Італії, Канаді, США. У 2010 році захистив дисертацію доктора фізико-математичних наук «Електронні властивості систем з діраківським енергетичним спектром: графен та високотемпературні надпровідники»

## Наукова діяльність
Досліджував теоретичні основи фізики нового матеріалу графену. Разом з Валерієм Гусиніним теоретично передбачив незвичайний квантовий ефект Холла в графені. Експериментальне спостереження цього ефекту стало основним доказом діраківської природи квазічастинкових збуджень у графені.
Станом на липень 2014 року був включений до списку 100 найкращих науковців України за версією проєкту «Бібліометрики української науки».

Станом на вересень 2019 року має індекс Гірша, що дорівнює 28 за версією Гугл-Академії та 25 за версією Web of Science
Викладає на кафедрі квантової теорії поля фізичного факультету Київського національного університету імені Тараса Шевченка. Член редколегії українського фізичного журналу «Condensed Matter Physics».

## Громадська діяльність і популяризація науки
Є учасником руху з боротьби з плагіатом і псевдонаукою. У грудні 2016 року оголошував номінантів та переможців громадської антипремії «Академічна негідність року» у номінації «Псевдонаука».
Сергій Шарапов є лектором науково-популярного проєкту «Дні науки», виступає з науково-популярними лекціями, дає інтерв'ю.

## Нагороди
- Лідер науки України 2016. Web of Science Award у номінації «Вчений України. За значні успіхи» в галузі фізики (2016)
- Державна премія України в галузі науки і техніки у складі колективу авторів за цикл наукових праць «Квантові ефекти і структурна самоорганізація у нових багатофункціональних наноматеріалах» (2011)